# 山崎彰都
山崎 彰都（やまざき あきと、1997年10月16日 - ）は、日本の男子バレーボール選手である。

## 来歴
宮城県蔵王町出身。兄姉の影響を受け7歳の頃バレーボールを始める。
東北高等学校、東海大学を経て、2020年、ウルフドッグス名古屋に入団。前年に入団した永露元稀（セッター）は大学時代の1つ先輩である。
2022年、日本代表登録メンバーに選出された。しかし、4月17日、V.LEAGUEファイナル第2戦でブロックに跳んだ際に足を負傷した。
2024年からはプロ選手としてウルフドッグス名古屋と契約。

## 選手としての特徴
高校までミドルブロッカー。2024-25シーズンではチーム事情でミドルブロッカーとしても出場した。

## 人物
妻はJT、デンソーでプレーした元バレーボール選手の早坂梢依。

## 所属チーム
- 東北高等学校（2013-2016年）
- 東海大学 （2016-2020年）
- ウルフドッグス名古屋（2020年-）

## 球歴
- 日本代表 （2022年-）
  - ネーションズリーグ - 2025年